# Fuat Oktay
Fuat Oktay (Çekerek, Yozgat, 1964) es un académico, burócrata y político turco que ocupó el cargo de vicepresidente de Turquía desde julio de 2018 hasta junio de 2023. Anteriormente fungió como viceministro del primer ministro de Turquía del 19 de junio de 2016 hasta su nombramiento como vicepresidente en 2018.

## Vicepresidencia
En el Referéndum constitucional de Turquía de 2017, los cambios constitucionales aprobados disolvieron el sistema parlamentario en lugar de una presidencia ejecutiva. El nuevo sistema unifica al jefe de Estado y al jefe de gobierno en el cargo de Presidente, por lo que el cargo de Primer ministro de Turquía queda abolido. El nuevo sistema instó a la creación del cargo de Vicepresidente de Turquía, quién sería nombrado y serviría junto con al presidente.

### Nombramiento
Las elecciones generales anticipadas tuvieron lugar el 24 de junio de 2018 para elegir al presidente y 600 parlamentarios a la Asamblea Nacional. El candidato del Partido de la Justicia y el Desarrollo Recep Tayyip Erdoğan ganó la presidencia con 52.59% del voto, eliminando la necesidad para una segunda ronda. Su partido también ganó el mayor número de escaños en  el Parlamento, pero se quedó sin una mayoría con 295 escaños.
Con la elección de Erdoğan como el primer presidente electo bajo el nuevo sistema presidencial ejecutivo, se especuló que adoptara un gabinete predominantemente tecnocrático y buscar un modelo basado en el de Estados Unidos. Oktay fue nombrado como el primer Vicepresidente de Turquía el 9 de julio de 2018 junto al nuevo gabinete.